# Mohamed Messoudi
Mohamed Messoudi (Wilrijk, 7 januari 1984) is een Belgisch voetbaltrainer en voormalig profvoetballer die voornamelijk speelde als middenvelder. In 2020 zette hij een punt achter zijn professionele spelerscarrière bij Lyra-Lierse. Voordien was hij actief bij Germinal Beerschot, Willem II, KV Kortrijk, KAA Gent, OH Leuven, SV Zulte Waregem, Raja Casablanca en Beerschot Voetbalclub Antwerpen. Sinds juni 2025 is hij coach van Beerschot VA.

## Spelerscarrière
Messoudi begon zijn voetbalcarrière bij amateurclub KSK Hoboken uit de gelijknamige plaats. Hij speelde in de jeugdopleiding van Germinal Beerschot, vervolgens in die van KSK Beveren, waarna hij in 2000 weer bij de eerste terugkeerde. Vanaf het seizoen 2002/03 behoorde de middenvelder tot het eerste elftal van de club.
In het seizoen 2004/05 won Messoudi de Beker van België. Het seizoen 2005/06 betekende de doorbraak van Messoudi. Hij speelde het hele seizoen. Bovendien werd de international van Jong België veelvuldig in verband gebracht met de Rode Duivels.
Op 19 juni 2006 werd bekendgemaakt dat Messoudi een driejarig contract bij Willem II had getekend. Hij overtuigde in Tilburg niet voldoende om na drie jaar een contractverlenging aangeboden te krijgen. Daarop keerde hij transfervrij terug naar België, waar hij op 19 juli 2009 een eenjarig contract tekende bij KV Kortrijk.
In 2012 tekende hij een contract bij KAA Gent tot 2015. Hij maakte zijn officiële debuut voor KAA Gent in de 2de voorronde van de Europa League tegen FC Differdange 03. De wedstrijd eindigde in een 0-1-overwinning voor de Gentenaars. Messoudi speelde 79 minuten mee.
Vanaf 2013 kwam Messoudi uit voor OH Leuven. Op 24 juli 2014 werd hij door de club ontslagen nadat hij tijdens een oefenwedstrijd Yannick Henseval van Tempo Overijse een zo harde vuistslag had toegediend dat diens lip op zeven plaatsen gehecht moest worden.
Francky Dury, coach van SV Zulte Waregem, viste Messoudi op en gaf een hem een contract voor 1 jaar, plus optie op een volgend. Het jaar daarop vertrok Messoudi naar Raja Casablanca, waar hij alweer maar een jaar aan de slag was. Op 29 mei 2016 tekende hij een tweejarig contract bij "FCO Beerschot Wilrijk".
In september 2019 tekende hij voor één seizoen bij Lyra-Lierse Berlaar. Met die club werd hij in het seizoen 2019/20 kampioen in derde amateurklasse, waarna hij zijn professionele spelerscarrière beëindigde.

## Trainerscarrière
Messoudi is werkzaam als voetbalanalist bij Proximus Pickx, de VRT en de Gazet van Antwerpen. Los daarvan had hij ook trainersambities en behaalde hij zijn UEFA A diploma in 2021. In augustus 2021 ging hij aan de slag als assistent-trainer bij KVC Westerlo in Eerste klasse B.
In juni 2025 werd Messoudi hoofdtrainer bij Beerschot VA, nadat de ploeg eerder dat seizoen degradeerde.

## Statistieken
| Seizoen         | Club               | Land               | Competitie             | Competitie | Competitie | Beker | Beker | Europees | Europees | Totaal | Totaal |
| Seizoen         | Club               | Land               | Competitie             | Wed.       | Dlp.       | Wed.  | Dlp.  | Wed.     | Dlp.     | Wed.   | Dlp.   |
| --------------- | ------------------ | ------------------ | ---------------------- | ---------- | ---------- | ----- | ----- | -------- | -------- | ------ | ------ |
| 2002/03         | Germinal Beerschot | Vlag van België    | Jupiler League         | 3          | 1          | 0     | 0     | —        | —        | 3      | 1      |
| 2003/04         | Germinal Beerschot | Vlag van België    | Jupiler League         | 16         | 0          | 2     | 0     | —        | —        | 18     | 0      |
| 2004/05         | Germinal Beerschot | Vlag van België    | Jupiler League         | 25         | 3          | 7     | 0     | —        | —        | 32     | 3      |
| 2005/06         | Germinal Beerschot | Vlag van België    | Jupiler League         | 24         | 2          | 2     | 0     | 0        | 0        | 26     | 2      |
| 2006/07         | Willem II          | Vlag van Nederland | Eredivisie             | 26         | 1          | 4     | 1     | —        | —        | 30     | 2      |
| 2007/08         | Willem II          | Vlag van Nederland | Eredivisie             | 26         | 3          | 1     | 0     | —        | —        | 27     | 3      |
| 2008/09         | Willem II          | Vlag van Nederland | Eredivisie             | 21         | 2          | 1     | 0     | —        | —        | 22     | 2      |
| 2009/10         | KV Kortrijk        | Vlag van België    | Jupiler Pro League     | 26         | 2          | 2     | 0     | —        | —        | 28     | 2      |
| 2010/11         | KV Kortrijk        | Vlag van België    | Jupiler Pro League     | 25         | 3          | 2     | 0     | —        | —        | 27     | 4      |
| 2011/12         | KV Kortrijk        | Vlag van België    | Jupiler Pro League     | 23         | 1          | 6     | 2     | —        | —        | 29     | 3      |
| 2012/13         | KAA Gent           | Vlag van België    | Jupiler Pro League     | 17         | 0          | 3     | 0     | 4        | 0        | 24     | 0      |
| 2013/14         | OH Leuven          | Vlag van België    | Jupiler Pro League     | 26         | 3          | 1     | 1     | —        | —        | 27     | 4      |
| 2014/15         | SV Zulte Waregem   | Vlag van België    | Jupiler Pro League     | 15         | 2          | 3     | 1     | —        | —        | 18     | 3      |
| 2015/16         | Raja Casablanca    | Vlag van Marokko   | GNF 1                  | 5          | 0          | 5     | 1     | —        | —        | 10     | 1      |
| 2016/17         | Beerschot-Wilrijk  | Vlag van België    | Eerste klasse amateurs | 18         | 4          | 1     | 0     | —        | —        | 19     | 4      |
| 2017/18         | Beerschot-Wilrijk  | Vlag van België    | Proximus League        | 24         | 4          | 2     | 0     | —        | —        | 26     | 4      |
| 2018/19         | Beerschot-Wilrijk  | Vlag van België    | Proximus League        | 15         | 0          | 2     | 0     | —        | —        | 17     | 0      |
| 2019/20         | K. Lyra-Lierse     | Vlag van België    | Derde klasse amateurs  | 12         | 0          | 0     | 0     | —        | —        | 12     | 0      |
| Carrière totaal | Carrière totaal    | Carrière totaal    | Carrière totaal        | 355        | 31         | 44    | 6     | 4        | 0        | 394    | 37     |